# Торонто вулфпек
Торонто вулфпек је професионалан канадски рагби 13 клуб.  

## Историја
Група канадских и аустралијских милионера је основала Торонто вулфпек 2016. Канада има највише љубитеља рагбија 13 после Аустралије, Новог Зеланда, Велике Британије и Француске. 
Бизнисмен Дејвид Аргајл дао је пола милиона долара, да би Торонто добио лиценцу за такмичење у британском систему.  
Такмичење у британском систему, Торонто је започео 2017. Такмичио се у Купу изазивача и у Лиги 1 (трећи ранг). 
9.9.2017. Торонто вулфпек је победио Беров рејдерсе, обезбедио прво место и пласирао се у Чемпионшип (други ранг).
Лондон бронкоси су победили Торонто вулфпек 4-2 у одлучујућој утакмици за пласман у Суперлигу 2018. па је канадски тим морао да проведе још годину дана у другом рангу такмичења.
5.10.2019. Торонто вулфпек је победио Фитерстон роверсе 24-6 и пласирао се у Суперлигу. У новембру исте године потписан је уговор са Сонијем Билом Вилијамсом, вредан пет милиона долара по години. 
2021. Торонто вулфпек је одустао од такмичења у британској Суперлиги, због финансијских проблема изазваних ковид пандемијом и почео је да се такмичи у Северноамеричкој рагби лиги. 
Утакмице као домаћини играју на стадиону Лампорт. 

## Успеси
Канадски куп
Победници 2021.
Лига 1
Победници 2017.
Чемпионшип
Победници 2019.

## Тренери, стручни штаб
Робин Легол, главни тренер
Хенри Мијерс, помоћни тренер
Стив Пијатек, помоћни тренер

## Први тим, тренутни састав
Први тим
| Играч            | Позиција |
| ---------------- | -------- |
| Блејк Махович    |          |
| Скајлар Думас    |          |
| Дејв Естли       |          |
| Скот Кристијан   |          |
| Еди Билбороф     |          |
| Тајлер МекГретен |          |
| Џордан Нџ        |          |
| Џејкоб Бурн      |          |
| Колтон Карпентер |          |
| Лук Торока       |          |
| Нејтан Робертс   |          |
| Ник Хејлс        |          |
| Тремејн Томсон   |          |
| Мет Фиш          |          |
| Мет Берон        |          |
| Џордан Хенри     |          |
| Џејсон Парк      |          |
| Ли Кигел         |          |
| Кајл Јуркив      |          |
| Кристијан Милер  |          |
| Чарлс Курен      |          |
| Џонмајкл Флечер  |          |
| Аким Грин        |          |
| Ден Мартин       |          |
| Џејсон Чак       |          |
| Грег Висе        |          |